# Diapetimorpha alabama
Diapetimorpha alabama är en stekelart som beskrevs av Joseph Augustine Cushman 1929. Diapetimorpha alabama ingår i släktet Diapetimorpha och familjen brokparasitsteklar. Inga underarter finns listade i Catalogue of Life.